# Pholadomya gigantea
Pholadomya gigantea es una especie de molusco bivalvo marino infaunal profundo (vive enterrado algunos a varios centímetros por debajo del sedimento en el fondo marino). Como otros bivalvos, que se caracterizan por presentar una conchilla externa dividida en dos mitades o valvas. Debido a su naturaleza calcárea esta conchilla es resistente y, por lo tanto, es muy común que los restos de estos organismos se preserven como fósiles. Pholadomya gigantea tuvo una distribución casi cosmopolita durante el período Cretácico, habiendo habitado los mares de diversas partes del mundo. En Argentina es común en estratos de la Formación Agrio (Cuenca Neuquina).

## Hábitat
En la Cuenca Neuquina existen restos de Pholadomya gigantea en rocas cretácicas inferiores de las provincias de Mendoza y Neuquén en la República Argentina. En aquel entonces estas provincias estaban cubiertas por una lengua marina proveniente del Océano Pacífico, las cuales formaban un extenso golfo de aguas poco profundas. Esas aguas marinas eran más cálidas que las que bañan las costas de Chile en la actualidad, ya que en ese momento no existían las corrientes frías antárticas provenientes del sur. Debido a estas elevadas temperaturas del agua fue posible el intercambio de faunas de invertebrados y vertebrados con zonas más ecuatoriales, como el Mar Caribe y el Mediterráneo.
Esta especie habitaba zonas de baja a media profundidad donde los fondos eran arenosos con un alto porcentaje de conchillas y de salinidad marina normal. Sobre estos fondos este bivalvo cavaba y se enterraba para adquirir una vida sedentaria dentro de una cueva. Allí se alimentaba de partículas suspendidas en el agua a la vez que utilizaba el oxígeno disuelto en el agua para la respiración.

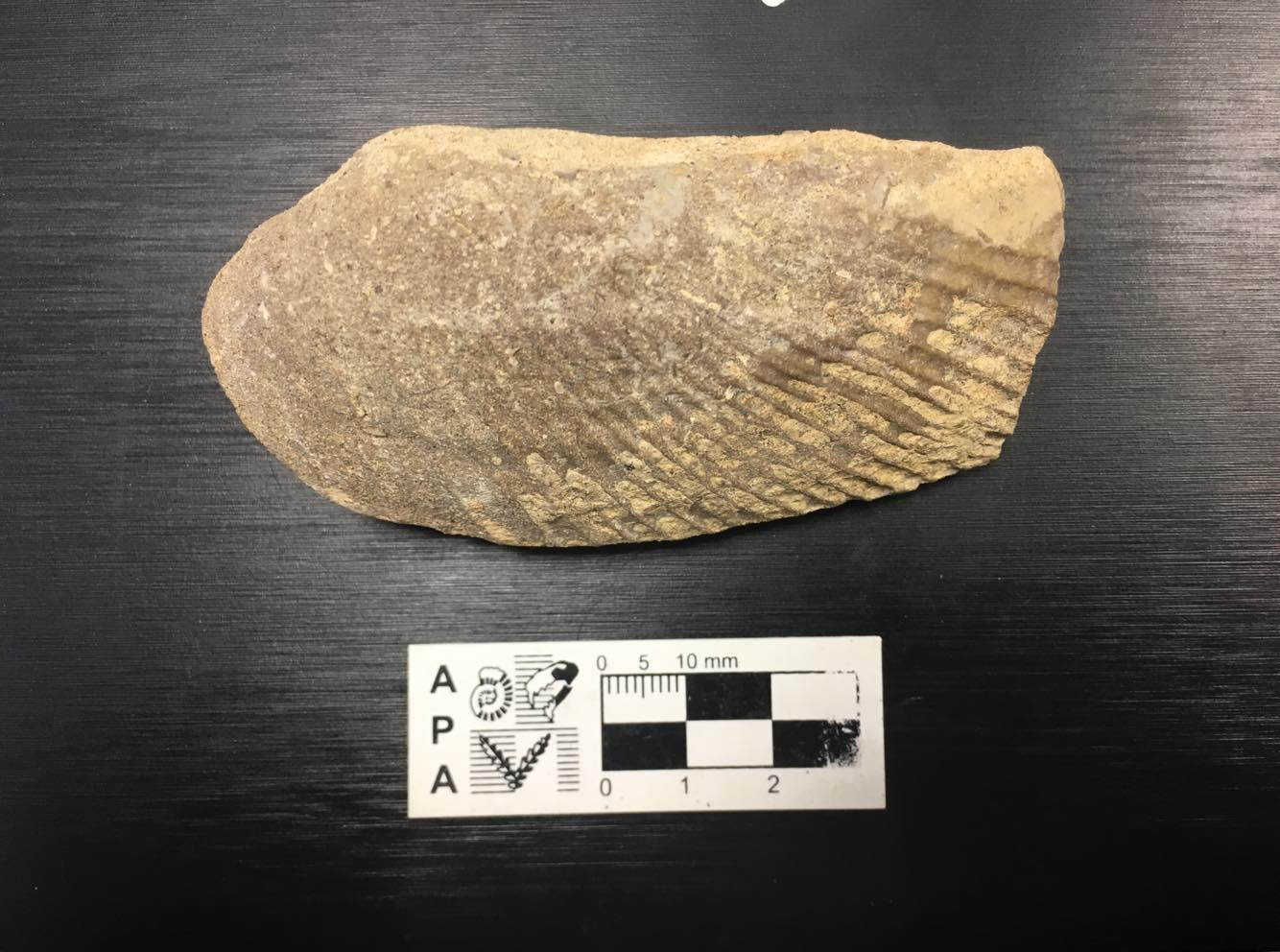
Ejemplar de Pholadomya gigantea proveniente de la Formación Agrio, en la provincia del Neuquén, Argentina